# Aldi

Aldi na Europa: Azul = Aldi NordLaranja = Aldi Süd

O ALDI (abreviatura de Albrecht-Discount) é uma multinacional alemã, uma das maiores cadeias de supermercados do mundo, com sede em Essen (Aldi-Nord, norte) e Mülheim (Aldi-Süd, sul), Alemanha.
Foi fundada em 1913 em St. Michael, pela família Albrecht, com uma pequena loja de venda de alimentos. Após a Segunda Guerra Mundial a sua existência foi assegurada pelos irmãos Karl e Theo Albrecht.
Em todo o mundo, ALDI Nord e ALDI Süd juntos tem mais de 10.000 lojas e aproximadamente € 66,8 bilhões em vendas anuais.

## Em Portugal
-Janeiro 2021: 84 supermercados Aldi em Portugal.
-Novembro 2022: tem 116 lojas em Portugal.
-Maio 2023: 130 lojas em Portugal.
-Abril 2024: tem 145 lojas em Portugal.